# 래피얼 서디크
래피얼 서디크(Raphael Saadiq, 1966년 5월 14일~)는 미국의 소울 · R&B 싱어송라이터이자 베이시스트이다.
6살 때부터 베이스 기타를 연주하기 시작했으며 교회에서 성가대원으로 활동하는 등 음악에 어린 시절부터 재능을 보였다.
1980년대 후반 Tony! Toni! Toné!의 멤버로 본격적으로 경력을 시작했으며, 슈퍼그룹 루시 펄에서 활동하기도 했다.
프로듀서로서는 조스 스톤, 디안젤로(D'Angelo), TLC, 메리 J. 블라이즈, 존 레전드 등과 작업을 함께했다.

## 앨범 참여
2000년에는 디안젤로와 함께 〈Untitled (How Does It Feel)〉을 발표해 그래미 어워드 베스트 듀오 상을 받았고, 2004년에는 투팍의 리믹스 곡 〈Crooked Nigga Too〉에 참여한다.
이 외에도 휘트니 휴스턴, 스눕 독, 루다크리스, 라이어넬 리치, 스티비 원더 등과 작업했다.
2013년 2월에 발표된 엘튼 존의 31번째 앨범 《The Diving Board》에 베이시스트로 참여하기도 하였다.

## 앨범
- 《Instant Vintage》 (2002)
- 《All Hits at the House of Blues》 (2003)
- 《Ray Ray》 (2004)
- 《The Way I See It》 (2008)
- 《Stone Rollin'》 (2011)